# Fretherne with Saul
Fretherne with Saul é uma paróquia e aldeia de Stroud, no condado de Gloucestershire, na Inglaterra. De acordo com o Censo de 2011, tinha 701 habitantes. Tem uma área de 4,58 km².